# Rentarō Kita
Rentarō Kita (北 廉太郎, Kita Rentarō), né le 20 mars 1920 - mort le 15 septembre 1940, est un chanteur japonais du genre musical ryūkōka du début de l'ère Shōwa.

## Biographie
Kita naît à Tsuruoka dans la préfecture de Yamagata sous le nom Kan Kita (紀多 寛, Kita Kan). Il fait ses débuts en 1936 avec la chanson « Larmes d'un homme » (男の涙, Otoko no namida) sur le label Taihei Records. En 1937 il passe chez Polydor Records où il prend le nom professionnel Rentarō Kita, nom choisi pour son jeu de sons sur le nom du compositeur Rentarō Taki. Pendant cette période Kita est au sommet de sa gloire au Japon mais sa carrière cesse brusquement avec sa mort soudaine d'une leucémie en 1940 à l'âge de 20 ans.

## Source de la traduction
- (en) Cet article est partiellement ou en totalité issu de l’article de Wikipédia en anglais intitulé « Rentaro Kita » (voir la liste des auteurs).